# المدرسة الإنجليزية في دخان
المدرسة الإنجليزية في دخان مدرسة دولية تقع في مدينة الدخان في دولة قطر.
تتبع المدرسة المنهج البريطاني للتعليم، وتستقبل المدرسة الطلاب من عمر 3 أعوام إلى 18 عام. تقدم المدرسة الطعام بشكل رئيسي لطلاب العائلات ذات الصلة بشركة قطر للبترول. تم افتتاح المدرسة في عام 1954.